# Perconia castilliaria
Perconia castilliaria är en fjärilsart som beskrevs av Otto Staudinger 1901. Perconia castilliaria ingår i släktet Perconia och familjen mätare. Inga underarter finns listade i Catalogue of Life.